# Paolo Mantegazza
Paolo Mantegazza, född 31 oktober 1831 i Monza, död 28 augusti 1910 i San Terenzo, var en italiensk fysiolog och antropolog.
Mantegazza studerade i Padua, där han tog doktorsgraden 1854. Han reste därefter till Argentina och Brasilien och blev efter sin hemkomst 1860 professor i allmän patologi i Pavia. Han blev 1870 professor i antropologi vid Instituto di studi superiori i Florens och inrättade där ett antropologisk-etnografiskt museum, vars samlingar han utökade under tre resor till Amerika, samt till Lappland och Ostindien. 
Mantegazza utgav bland annat ett stort antal populärvetenskapliga skrifter, av vilka en del översattes till svenska. Om resan i Lappland skrev han Viaggio in Lapponia (1883). Han var från 1876 senator.
Mantegazza har fått ge det vetenskapliga namnet åt jätteloka (Heracleum mantegazzianum).

## Verk (svenska översättningar)
- En djurtämjares memoarer (Upilio Faimali) (översättning Gustaf Teodor Rabenius, Edquist, 1880)
- Vårt nervösa århundrade (Il secolo nevrosico) (översättning Erik Thyselius, Geber, 1888)
- Kärlekens fysiologi (Fisiologia dell' amore) (översättning Erik Thyselius, Seligmann, 1888)
- Nervernas hygien (Igiene dei sensi) (översättning Erik Thyselius, Seligmann, 1889)
- Hyckleriets århundrade (Il secolo Tartufo) (översättning Erik Thyselius, Geber, 1889)
- Konsten att icke blifva sjuk (översättning O. H. D. (dvs Oskar Heinrich Dumrath), Adolf Bonnier, 1889)
- Konsten att taga sig hustru (L' arte di prender moglie) (översättning Erik Thyselius, Seligmann, 1892)
- Konsten att bli gammal (L' arte di campar vecchi) (översättning Erik Thyselius, Hellberg, 1892)